# Guo Chengjiang
Guo Chengjiang (chinesisch 郭成江; * 17. Juni 1955 in Fularji) ist ein ehemaliger chinesischer Eisschnellläufer.
Guo trat international erstmals bei den Juniorenweltmeisterschaften 1975 in Strömsund in Erscheinung, wobei er den 22. Platz im Kleinen Vierkampf errang. In den folgenden Jahren belegte er bei der Mehrkampfweltmeisterschaft 1976 in Heerenveen den 27. Platz im Großen Vierkampf, bei der Mehrkampfweltmeisterschaft 1978 in Göteborg den 31. Rang im Großen Vierkampf und bei seiner einzigen Teilnahme an Olympischen Winterspielen im Februar 1980 in Lake Placid den 29. Platz über 1500 m. Letztmals international startete er bei der Mehrkampfweltmeisterschaft 1982 in Assen und kam dabei auf den 30. Platz im Großen Vierkampf.

## Persönliche Bestleistungen
| Disziplin | Zeit         | Datum             | Ort         |
| --------- | ------------ | ----------------- | ----------- |
| 500 m     | 39,50 s      | 31. März 1981     | Harbin      |
| 1000 m    | 1:24,55 min  | 19. Januar 1976   | Harbin      |
| 1500 m    | 2:02,47 min  | 19. Dezember 1980 | Fujiyoshida |
| 3000 m    | 4:21,70 min  | 17. Dezember 1981 | Matsumoto   |
| 5000 m    | 7:36,00 min  | 12. Dezember 1977 | Matsumoto   |
| 10.000 m  | 16:11,55 min | 17. März 1981     | Changchun   |